# Gonzalo Peillat
Gonzalo Peillat, född den 12 augusti 1992 i Buenos Aires, är en tidigare argentinsk och sedan 2022 en tysk landhockeyspelare. Orsaken till att han bytte land var att han upplevde att hans prestationer och framgångar inte uppskattades tillräckligt mycket i Argentina.

## Karriär
Gonzalo Peillat ingick i det argentinska landslag i landhockey som kom på tionde plats vid OS 2012. Vid OS 2016 ingick han i det argentinska lag som tog guld. Han vann även skytteligan i turneringen med 11 mål. vid OS 2024 ingick Peillat i det tyska landhockeylaget som tog silver.